# Fateful Findings
 (mai 2023).
La mise en forme du texte ne suit pas les recommandations de Wikipédia : il faut le « wikifier ».
Les points d'amélioration suivants sont les cas les plus fréquents. Le détail des points à revoir est peut-être précisé sur la page de discussion.
- Les titres sont pré-formatés par le logiciel. Ils ne sont ni en capitales, ni en gras.
- Le texte ne doit pas être écrit en capitales (les noms de famille non plus), ni en gras, ni en italique, ni en « petit »…
- Le gras n'est utilisé que pour surligner le titre de l'article dans l'introduction, une seule fois.
- L'italique est rarement utilisé : mots en langue étrangère, titres d'œuvres, noms de bateaux, etc.
- Les citations ne sont pas en italique mais en corps de texte normal. Elles sont entourées par des guillemets français : « et ».
- Les listes à puces sont à éviter, des paragraphes rédigés étant largement préférés. Les tableaux sont à réserver à la présentation de données structurées (résultats, etc.).
- Les appels de note de bas de page (petits chiffres en exposant, introduits par l'outil «  Source ») sont à placer entre la fin de phrase et le point final[comme ça].
- Les liens internes (vers d'autres articles de Wikipédia) sont à choisir avec parcimonie. Créez des liens vers des articles approfondissant le sujet. Les termes génériques sans rapport avec le sujet sont à éviter, ainsi que les répétitions de liens vers un même terme.
- Les liens externes sont à placer uniquement dans une section « Liens externes », à la fin de l'article. Ces liens sont à choisir avec parcimonie suivant les règles définies. Si un lien sert de source à l'article, son insertion dans le texte est à faire par les notes de bas de page.
- La présentation des références doit suivre les conventions bibliographiques. Il est recommandé d'utiliser les modèles {{Ouvrage}}, {{Chapitre}}, {{Article}}, {{Lien web}} et/ou {{Bibliographie}}. Le mode d'édition visuel peut mettre en forme automatiquement les références.
- Insérer une infobox (cadre d'informations à droite) n'est pas obligatoire pour parachever la mise en page.

Pour une aide détaillée, merci de consulter Aide:Wikification.
Si vous pensez que ces points ont été résolus, vous pouvez retirer ce bandeau et améliorer la mise en forme d'un autre article.

Fateful Findings est un film de science-fiction indépendant américain réalisé, écrit, produit, monté et interprété par Neil Breen en 2012.  
Dans le générique de fin, la phrase  « Any of the above listed companies in the credits with an 'N' or a 'B' in their name are fictitious. This work was actually done personally by 'Neil Breen'. » révèle que Neil Breen s'est chargé de la conception, de la production, des décors, du maquillage, du montage sonore, de la restauration et du choix des acteurs. Le film est sorti en salles en 2014.
En 2013, il fut déclaré l'un des "pires films jamais réalisés", réunissant rapidement un grand nombre d'admirateurs (film culte).
Ce statut est dû, selon les téléspectateurs, à l'intrigue incompréhensible, la pauvreté de la production, la naïveté du message politique, les dialogues guindés et les performances peu naturelles, ainsi qu'à l'image de sauveur messianique du personnage de Breen. Certains critiques ont cité le film comme un exemple d'art brut et le champion des nanars, ces films « si mauvais qu'ils en deviennent bons  » ,.

## Synopsis
Dylan et Leah, huit ans, découvrent dans les bois, une pierre noire magique sous un champignon. Leah note dans un carnet "C'est un jour magique". Malgré le déménagement de la famille de Leah, les deux jurent de toujours être amis.
Des décennies plus tard, Dylan, désormais romancier à succès, est heurté par une Rolls Royce mais survit miraculeusement à l'accident. Sortant du coma, Dylan guérit rapidement de ses blessures grâce au pouvoir de la pierre et quitte secrètement l'hôpital.
De retour chez lui, Dylan révèle à sa femme, Emily, qu'il n'a pas travaillé sur un nouveau livre mais qu'il a utilisé ses capacités de hacker pour découvrir "les secrets les plus secrets du gouvernement et des grosses entreprises", qu'il prévoit de rendre public. Sa femme devient toxicomane et mourra plus tard d'une overdose des sédatifs de Dylan.
Irrésistible, Dylan attire l'attention sexuelle de la fille mineure de son meilleur ami, Jim. A la suite de conflits conjugaux constant, Jim est lui-même assassiné par sa femme qui fait passer sa mort pour un suicide. Dylan trouve le corps de Jim et n'arrive pas à croire qu'il s'est suicidé.
Se sentant moins stable, Dylan commence à voir une psychanalyste mystique, au lieu de continuer son travail avec un psychiatre. Lors d'un barbecue, grâce à son carnet, Dylan se rend compte que le médecin qu'il a rencontré à l'hôpital, après l'accident de voiture n'était autre que Leah.
Les deux réunis commencent rapidement une relation sexuelle adultère. Apprenant l'intention de Dylan de publier ses découvertes, un mystérieux agresseur kidnappe Leah. Utilisant les pouvoirs psychiques que lui confère la pierre, Dylan la sauve en se téléportant dans le conteneur où Leah est séquestrée. Il se rend ensuite dans le désert pour trouver un énorme livre qu'il voit dans des rêves récurrents. Après une dernière visite à sa psychanalyste, nous apprenons qu'elle est, en fait, un fantôme.
Dylan organise une conférence de presse devant le bâtiment de la bibliothèque de Congrès, y divulguant "les secrets les plus secrets du gouvernement et des entreprises". Divers membres du Congrès et dirigeants d'entreprises réagissent au discours en se suicidant en masse sous les applaudissements du public. Un tireur d'élite camouflé tente d'assassiner Dylan, qui le tue en retournant la balle contre lui, protégé par ses pouvoirs psychiques. Sa mission terminée, Dylan et Leah retournent à l'endroit où ils ont trouvé la pierre dans les bois quand ils étaient enfants.

## Distribution
- Neil Breen : Dylan
- Jack Batoni : jeune Dylan
- Jennifer Autry : Léa
- Brianna Borden : jeune Leah
- Klara Landrat : Emily
- Danielle Andrade : Aly
- Victoria Viveiros : Amy
- David Silva: Jim